# 울산 울기등대 구 등탑
울산 울기등대 구 등탑(蔚山 蔚氣燈臺 舊 燈塔, 영어: Former Light Tower of Ulgi Lighthouse, Ulsan)은 울산광역시 동구 일산동에 있는 등대이다. 2004년 9월 4일 대한민국의 국가등록문화재 제106호로 지정되었다.

## 현지 안내문
울기등대는 1958년 건립된 조적조 건축물로 당시의 등대 건축기술과 기법 등이 잘 나타나 있다. 이 등대는 돌출한 볼트형식의 현관과 8각형 평면위에 입면을 3단으로 구성한 형태가 특징적이다.

## 같이 보기
- 방어진항

## 참고 자료
- 울산 울기등대 구 등탑 - 국가유산청 국가유산포털